# Peerless Portland Cement Company Railroad
| Dampflokomotive Nr. 2 Daisy |                   |                  |                  |
| Schmalspurbahngleise bei der Zementfabrik |                   |                  |                  |
| Streckenlänge: | 3,2 km            |                  |                  |
| Spurweite: | 1067 mm (Kapspur) |                  |                  |
| |                   |                  |                  |
| \| \| 0 \| Turtle Lake \| Turtle Lake \| \| \| \| St. Joseph River \| \| \| \| \| Coldwater River \| \| \| \| \| Mill Race \| \| \| \| 3,2 \| Zementfabrik \| Zementfabrik \| |                   |                  |                  |
| Kopfbahnhof Streckenanfang (Strecke außer Betrieb) | 0                 | Turtle Lake      | Turtle Lake      |
| Brücke über Wasserlauf (Strecke außer Betrieb) |                   | St. Joseph River | St. Joseph River |
| Brücke über Wasserlauf (Strecke außer Betrieb) |                   | Coldwater River  | Coldwater River  |
| Brücke über Wasserlauf (Strecke außer Betrieb) |                   | Mill Race        | Mill Race        |
| Kopfbahnhof Streckenende (Strecke außer Betrieb) | 3,2               | Zementfabrik     | Zementfabrik     |

Die Peerless Portland Cement Company Railroad (P.P.C.Co.R.R.) war eine 3,2 km lange Werks-Schmalspurbahn mit einer Spurweite von 3 Fuß 6 Zoll (1067 mm) in Union City, Michigan.

## Lage
Die Bahn begann an den Mergel-Gruben am Turtle Lake, überquerte den St. Joseph River, den Coldwater River und den Mill Race auf Trestle-Brücken und endete an der Zementfabrik im Südosten der Siedlung.

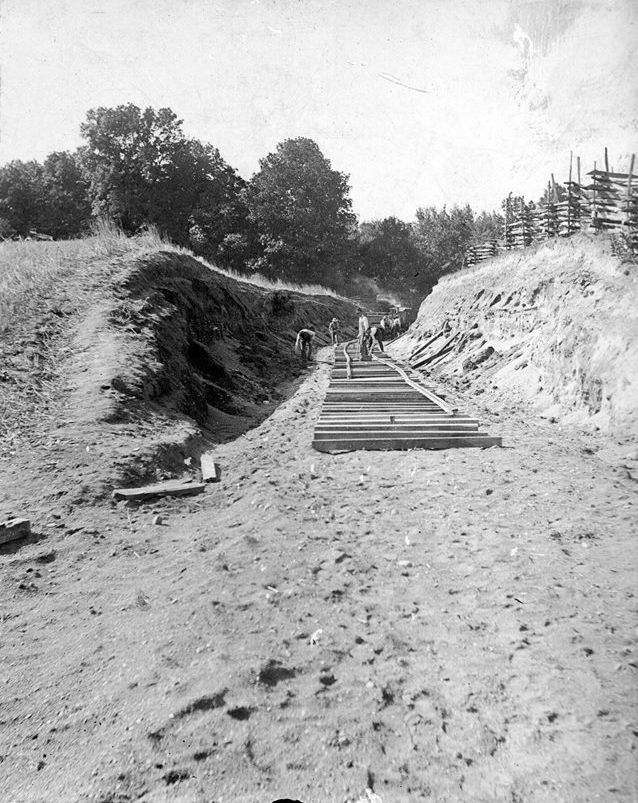
Streckenbau
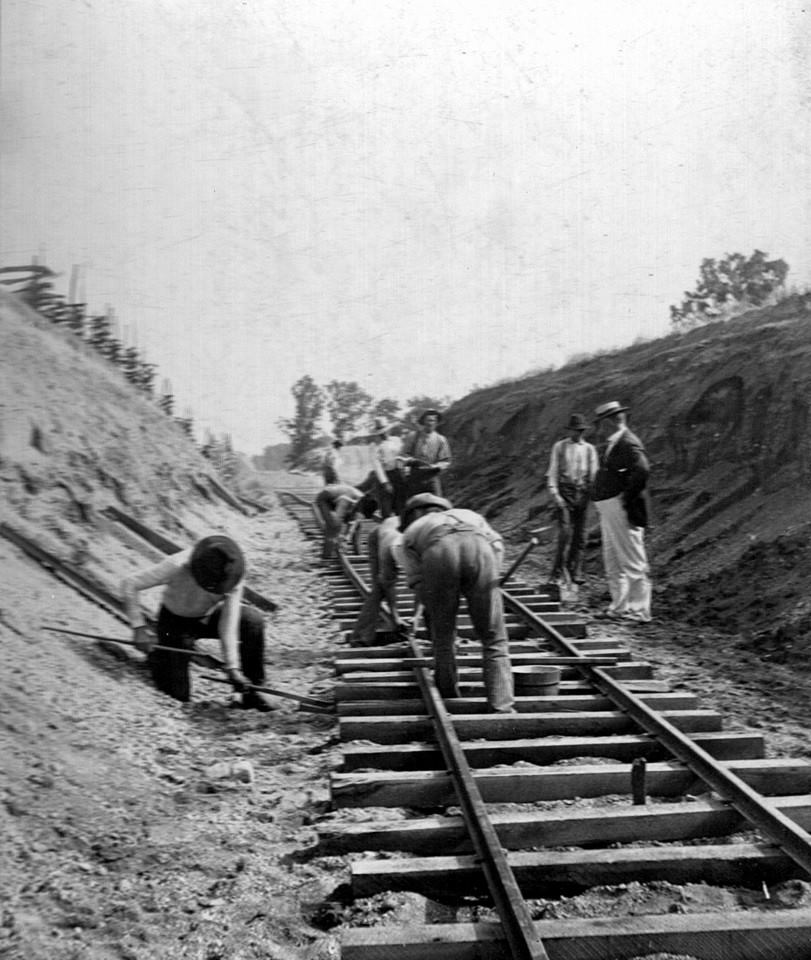
Streckenbau
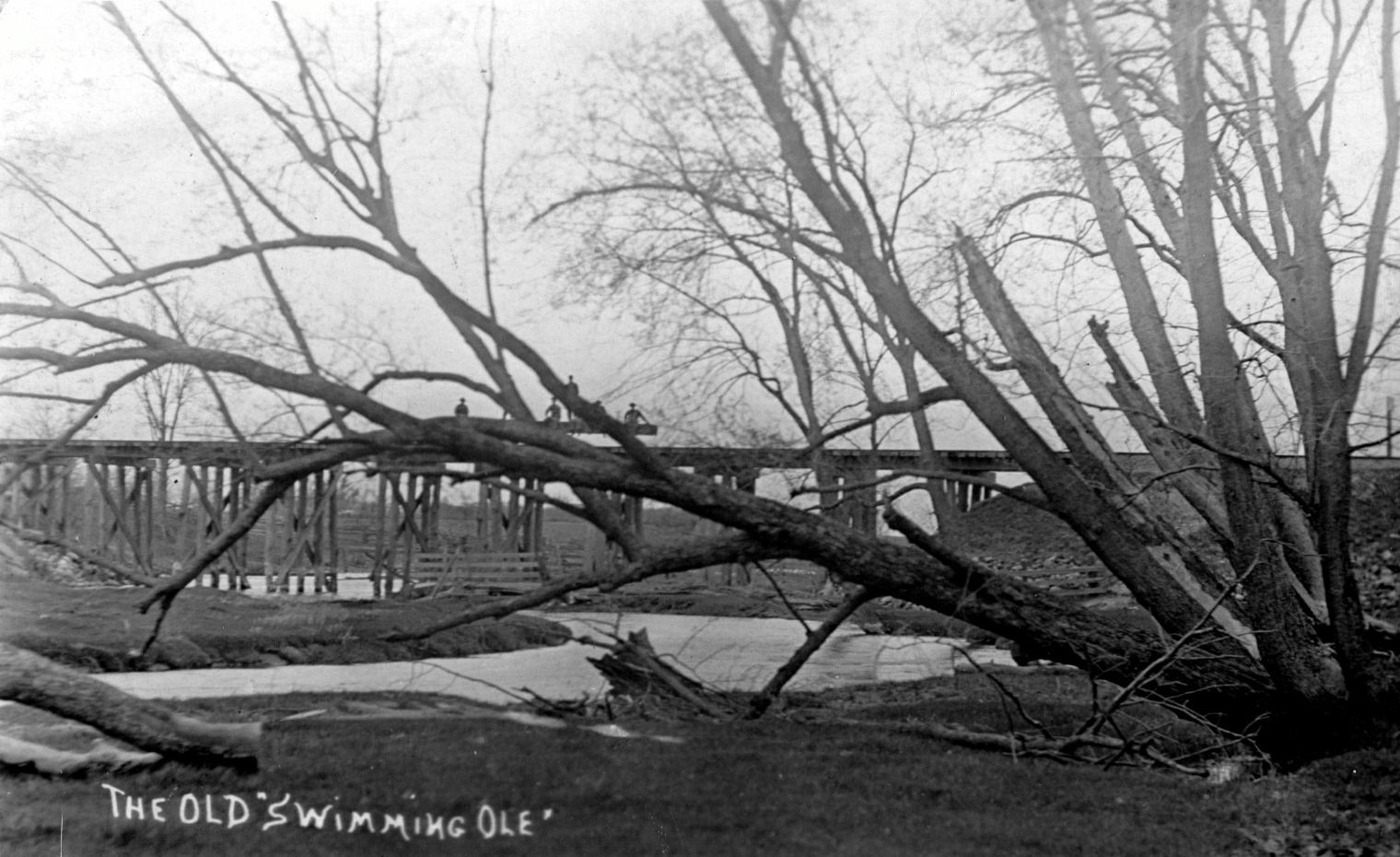
Trestle-Brücke über den Mill Race

## Geschichte
Peerless Portland Cement war das älteste Unternehmen seiner Art in Michigan und wurde am 23. August 1896 mit einem Kapital von 250.000 US-Dollar gegründet. Die Produktion begann 1897. Das Zementwerk wurde 1898 durch ein Feuer vollkommen zerstört. Es wurde 1902 für 350.000 US-Dollar wieder aufgebaut.
Beim Wiederaufbau wurden die ursprünglich von Hand mit Koks befeuerten vertikalen Brennöfen durch 19 moderne runde Brennöfen mit jeweils 10,67 m (35 Fuß) Höhe ersetzt. Diese wurden 1902 durch 9 große, runde Brennöfen mit 21,34 m (70 Fuß) Länge ersetzt.
Im Oktober 1910 gab es einen zweiten Großbrand im Zementwerk, bei dem vermutlich eine Person starb und etwa 150.000 $ Schaden entstanden. Das Zementwerk wurde 1927 aufgegeben.

## Betrieb

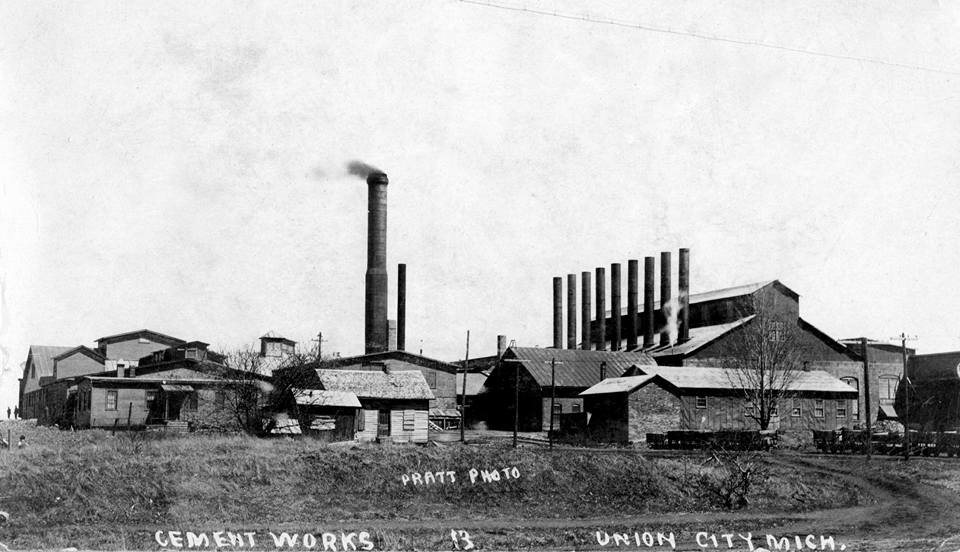
Peerless Portland Cement Company

Der Zement wurde aus einer Mischung von Mergel und Ton mit einer kleinen Beimengung von Gips hergestellt, der die Abbindezeit beeinflusste. Die Firma besaß Mergel- und Tongruben auf einem mehr als Tausend Hektar großen Landbesitz. Der Mergel wurde mit der Werks-Schmalspurbahn von den Mergelgruben am Turtle Lake zum Zementwerk transportiert. Das Gewicht der beladenen Wagen wurde vor dem Entleeren mit einer Gleiswaage ermittelt.
Die Wagen der Schmalspurbahn sahen wie Kohlenkippwagen aus, waren aber kleiner und aus Holz hergestellt. Zu einem späteren Zeitpunkt wurde der Mergel aus der Gegend von Spring Arbor mit eigenen Mud Trains auf der Normalspurstrecke der New York Central angeliefert. Die Lehmgruben waren etwa 3 km südlich der Siedlung am Westufer des Coldwater River gelegen. Dort arbeiteten vor allem deutsche Immigranten, von denen viele kaum Englisch sprachen.